# Éomund
Éomund es un personaje ficticio que forma parte del legendarium creado por el escritor británico J. R. R. Tolkien y cuya breve historia es narrada en los apéndices de la novela El Señor de los Anillos. Es un rohir de la casa de Eorl, descendiente de Éofor, quien era el tercer hijo de Brego, segundo soberano del reino de Rohan. 
Marido de Théodwyn y padre de Éomer y Éowyn, fue muerto poco antes en el año 3002 de la Tercera Edad del Sol y, tras la muerte de su esposa poco después, sus hijos quedaron al cuidado del hermano de ella, el rey Théoden.